# Bazilika Proměnění Páně (hora Tábor, Izrael)
Bazilika Proměnění Páně na hoře Tábor v Izraeli náleží františkánské Kustodii Svaté země a byla postavena na místě, kde se připomíná biblická událost Proměnění Páně. Na hoře Tábor se také nachází řecký ortodoxní klášter s kostelem sv. Eliáše.

## Historie
První bazilika zde vznikla mezi 4.–6. stoletím, ve 12. století ji přestavěli křižáci. V této době zde vznikl také benediktinský klášter, původně vyňatý z pravomoci biskupa. V roce 1187 dobyl Tábor Saladin, v roku 1263 sultán Bajbars zničil všechny křesťanské stavby na hoře. Na těchto zříceninách postavili v letech 1921-1924 františkáni nový kostel s klášterem podle projektu italského "architekta Svaté země" Antonia Barluzziho.